# たつの市立揖保小学校
たつの市立揖保小学校（たつのしりつ いぼしょうがっこう）は、兵庫県たつの市揖保町西構に所在する公立小学校。

## 沿革
- 1951年（昭和26年） - 揖保村が龍野町等と合併し龍野市が発足したのに伴い、龍野市立揖保小学校に改称。
- 2005年（平成17年） - 龍野市等1市3町が合併したつの市が発足したのに伴い、たつの市立揖保小学校に改称。

## 交通
- JR山陽本線竜野駅より東へ約2.3km、徒歩約30分
- 太子竜野バイパスの西端、門前西交差点より国道2号を西へ約300m

### 校区
たつの市のうち、昭和26年合併前の旧揖保村の区域。
校区の中央を国道2号とJR山陽本線が横切り、交通の要衝となっている。

## 著名な卒業生
- 北磻磨聖也（大相撲力士）

## 通学区域が隣接している学校
- たつの市立誉田小学校
- たつの市立小宅小学校
- たつの市立半田小学校
- たつの市立神部小学校
- たつの市立河内小学校
- たつの市立御津小学校
- 姫路市立余部小学校
- 太子町立石海小学校